# Coupe Spengler 1964
Navigation
Édition précédente Édition suivante
La Coupe Spengler 1964 est la 38e édition de la Coupe Spengler. Elle se déroule en décembre 1964 à Davos, en Suisse.

## Règlement du tournoi
Les équipes sont regroupés au sein d'un seul groupe. Les équipes jouent un match contre chacune des autres équipes. Le premier de la poule est déclaré vainqueur de la Coupe Spengler.

## Résultats des matchs et classement
| Clt   | Équipe                 | PJ | V | D | N | BP | BC | Pts |
| ----- | ---------------------- | -- | - | - | - | -- | -- | --- |
| +001, | EV Füssen              | 4  | 2 | 0 | 2 | 21 | 15 | 6   |
| +002, | MoDo AIK               | 4  | 2 | 1 | 1 | 17 | 10 | 5   |
| +003, | Sparta Prague Sokolovo | 4  | 2 | 1 | 1 | 22 | 18 | 5   |
| +004, | Suisse                 | 4  | 0 | 2 | 2 | 11 | 19 | 2   |
| +005, | HC Davos               | 4  | 0 | 2 | 2 | 13 | 22 | 2   |

- Vainqueur de la compétition